# Pteromalus canariensis
Pteromalus canariensis är en stekelart som först beskrevs av Janzon 1977.  Pteromalus canariensis ingår i släktet Pteromalus och familjen puppglanssteklar. Inga underarter finns listade i Catalogue of Life.